# 亀田郡
- 令制国一覧 > 北海道 (令制) > 渡島国 > 亀田郡
- 日本 > 北海道 > 渡島総合振興局 > 亀田郡

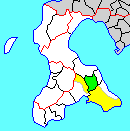
北海道亀田郡の位置（1.七飯町 黄：明治期）

亀田郡（かめだぐん）は、北海道（渡島国）渡島総合振興局の郡。
人口27,036人、面積216.75km²、人口密度125人/km²。（2025年6月30日、住民基本台帳人口）
以下の1町を含む。
- 七飯町（ななえちょう）

## 郡域
1879年（明治12年）に行政区画として発足した当時の郡域は、上記1町のほか、以下の区域にあたる。
- 函館市の一部（岩戸町・双見町・大船町・豊崎町・臼尻町・安浦町・川汲町・尾札部町・木直町・古部町を除く）
- 北斗市の一部（萩野、一本木、千代田、村内、文月、中山、村山以北）

## 歴史

### 郡発足までの沿革
平安時代、保延元年（崇徳天皇のころ）に人々は海上安全を願って神社を祀った。古くは観音堂と呼ばれ、これは江戸時代以降の船魂大明神の前身である。
室町時代までに道南十二館のうち宇須岸館と志苔館が築かれていた。宇須岸館はその形から箱館とも呼ばれ、函館（箱館）という地名の由来となっている。応仁の乱のちょうど10年前の1457年（康正3年、長禄元年）に起きたコシャマインの蜂起は志濃里（志海苔）で戦端が開かれた。
江戸時代の亀田郡は和人地となっており、箱館には北前船も寄港していた。陸上交通は、箱館と津軽郡の松前を結ぶ奥州街道（松前道）や、茅部峠を経て茅部郡の鷲ノ木方面に至る道が通じていた。宝永7年、真宗大谷派函館別院の前身の阿弥陀堂が上磯郡の木古内村より箱館に移転している。
亀田郡域は当初松前藩領となっていたが、江戸時代後期の文化4年、亀田郡域を含む渡島国域が天領とされ箱館奉行が置かれた。文政4年いったん松前藩領に復したが、安政2年、亀田郡域は再び天領とされ箱館奉行もおかれている。同4年、幕命により箱館の阿弥陀堂を本願寺箱館御坊浄玄寺として、本願寺の掛所とされた。安政年間には茅部峠よりも距離の短い藤山 - 軍川間の軍川新道や、箱館方面と檜山郡の江差方面を結ぶ鶉山道（大野越）が開削されている。元治元年には箱館奉行所が五稜郭に移転。警固は西部から亀田半島周辺まで松前藩が、東部は南部藩がおこなった。戊辰戦争（箱館戦争）は蝦夷共和国（旧幕府軍）と官軍によって戦われ、亀田郡域では二股口の戦いなどの激戦が繰り広げられた。箱館戦争終結直後の1869年、大宝律令の国郡里制を踏襲して亀田郡が置かれた。

### 郡発足以降の沿革

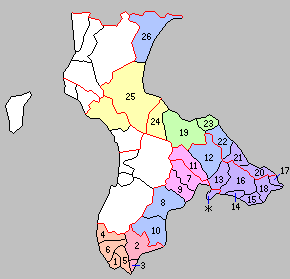
北海道一・二級町村制施行時の亀田郡の町村（11.大野村 12.七飯村 13.亀田村 14.銭亀沢村 15.戸井村 16.湯川村 17.椴法華村 18.尻岸内村 ＊：函館区 紫：函館市 桃：北斗市 青：区域が発足時と同じ町村）

- 明治2年8月15日（1869年9月20日） - 北海道で国郡里制が施行され、渡島国および亀田郡が設置される。開拓使が管轄。
- 明治5年
  - 4月9日（1872年5月15日） - 全国一律に戸長・副戸長を設置（大区小区制）。
  - 10月10日（1872年11月10日） - 4月に設置された区を大区と改称し、その下に旧来の町村をいくつかまとめて小区を設置（大区小区制）。
- 明治9年（1876年）9月 - 従来開拓使において随意定めた大小区画を廃し、新たに全道を30の大区に分ち、大区の下に166の小区を設けた。

- 第14大区
  - 1小区 ： 松蔭町、愛宕町、富岡町、常磐町東側、天神町1丁目、梅枝町、花谷町、芝居町東側、仲新町1丁目
  - 2小区 ： 常磐町西側、茶屋町、片町、天神町2〜4丁目、坂町、山上町1〜4丁目、神名横町、船見町東側、仲新町2〜3丁目、下新町1丁目、上新町1丁目、芝居町西側
  - 3小区 ： 鍛冶町、山上町5丁目、船見町西側、駒止町、下新町2丁目、天神町5〜6丁目、仲新町4〜5丁目、元新町、上新町2丁目、台町、山背泊町
  - 4小区 ： 元町、会所町、上大工町、下大工町、南新町、上汐見町、下汐見町、青柳町、春日町、相生町
  - 5小区 ： 尻沢辺町、住吉町、蔭町、柳町、浦町、赤石町、谷地頭町

- 第15大区
  - 1小区 ： 鰪澗町、鰭横町、神明町、仲町
  - 2小区 ： 弁天町、西浜町、幸町
  - 3小区 ： 大黒町
  - 4小区 ： 大町、仲浜町
  - 5小区 ： 内澗町、東澗町

- 第16大区
  - 1小区 ： 地蔵町1〜3丁目、堀江町、船場町、恵比須町、蓬萊町、亀若町
  - 2小区 ： 地蔵町4〜6丁目、汐留町、蔵前町、宝町
  - 3小区 ： 鶴岡町、若松町、音羽町、高砂町、大縄町、富沢町、海岸町
  - 4小区 ： 豊川町、真砂町
  - 5小区 ： 龍神町、西川町、東川町、大森町

- 第17大区
  - 1小区 ： 亀田村、深堀村、下湯川村、上湯川村、鷲巣村、志苔村、銭亀沢村、石崎村、亀尾村
  - 2小区 ： 鍛冶村、神山村、赤川村、石川村、桔梗村、大川村、中島村
  - 3小区 ： 一本木村、千代田村、鶴野村、大野村、本郷村、文月村
  - 4小区 ： 峠下村、市渡村、藤山村、軍川村、城山村、飯田村、七重村

- 明治12年（1879年）7月23日 - 郡区町村編制法の北海道での施行により、行政区画としての亀田郡が発足。同日大区小区制廃止。同年大川村と中島村が合併し大中山村、七重村と飯田村が合併し七飯村がそれぞれ成立。鷲巣村が上湯川村、深堀村が下湯川村にそれぞれ編入。
- 明治13年（1880年）1月 - 亀田上磯郡役所の管轄となる。
- 明治14年（1881年）7月 - 茅部郡戸井村・小安村・尻岸内村・椴法華村の所属郡が本郡に変更。同年藤山村と城山村が合併し藤城村となる。
- 明治15年（1882年）2月8日 - 廃使置県により函館県の管轄となる。
- 明治16年（1883年） - 下湯川村から根崎村が分離して成立。
- 明治19年（1886年）
  - 1月26日 - 廃県置庁により北海道庁函館支庁の管轄となる。
  - 12月 - 函館支庁が廃止。
- 明治21年（1888年）3月 - 亀田郡外三郡役所（亀田上磯茅部山越郡役所）の管轄となる。
- 明治30年（1897年）11月5日 - 郡役所が廃止され、亀田支庁の管轄となる。
- 明治32年（1899年）10月1日
  - 亀田支庁が移転・改称して函館支庁となる。
  - 北海道区制の施行により、函館区および亀田村の一部の区域をもって函館区が発足し、郡より離脱。
- 明治33年（1900年）7月1日 - 北海道一級町村制の施行により、大野村、本郷村、市渡村、文月村、千代田村、一本木村の区域をもって大野村（一級村）が発足。（1村）
- 明治35年（1902年）4月1日 - 北海道二級町村制の施行により、下記の町村が発足。（6村）
  - 七飯村（二級村） ← 七飯村、藤城村、峠下村、鶴野村、軍川村、大中山村（現・七飯町）
  - 亀田村（二級村） ← 亀田村、鍛冶村、神山村、桔梗村、赤川村、石川村（現・函館市）
  - 湯川村（二級村） ← 亀尾村、上湯川村、下湯川村（現・函館市）
  - 銭亀沢村（二級村） ← 銭亀沢村、志苔村、根崎村、石崎村（現・函館市）
  - 戸井村（二級村） ← 戸井村、小安村（現・函館市）
- 明治39年（1906年）4月1日 - 北海道二級町村制施行に伴い、亀田郡に尻岸内村（二級村、単独村制）が発足。（7村）
- 明治40年（1907年）4月1日 - 七飯村が北海道一級町村制を施行。
- 大正8年（1919年）4月1日（8村）
  - 亀田村・銭亀沢村・戸井村が北海道一級町村制を施行。
  - 北海道二級町村制の施行により、椴法華村（二級村、単独村制）が発足。
- 大正11年（1922年）8月17日 - 函館支庁が改称して渡島支庁となる。
- 大正12年（1923年）4月1日 - 湯川村が北海道一級町村制を施行。
- 昭和11年（1936年）6月1日 - 湯川村が町制施行して湯川町（一級町）となる。（1町7村）
- 昭和14年（1939年）4月1日 - 湯川町が函館市に編入。（7村）
- 昭和18年（1943年）6月1日 - 北海道一・二級町村制が廃止され、北海道で町村制を施行。二級町村は指定町村となる。
- 昭和21年（1946年）10月5日 - 指定町村を廃止。
- 昭和22年（1947年）5月3日 - 地方自治法の施行により北海道渡島支庁の管轄となる。
- 昭和32年（1957年）1月1日 - 大野村・七飯村がそれぞれ町制施行して大野町・七飯町となる。（2町5村）
- 昭和37年（1962年）1月1日 - 亀田村が町制施行して亀田町となる。（3町4村）
- 昭和39年（1964年）11月1日 - 尻岸内村が町制施行して尻岸内町となる。（4町3村）
- 昭和41年（1966年）12月1日 - 銭亀沢村が函館市に編入。（4町2村）
- 昭和43年（1968年）10月1日 - 戸井村が町制施行して戸井町となる。（5町1村）
- 昭和46年（1971年）11月1日 - 亀田町が市制施行して亀田市(現函館市)となり、郡より離脱。（4町1村）
- 昭和60年（1985年）4月1日 - 尻岸内町が改称して恵山町となる。
- 平成16年（2004年）12月1日 - 恵山町・戸井町・椴法華村が函館市に編入。（2町）
- 平成18年（2006年）2月1日 - 大野町が上磯郡上磯町と合併して北斗市が発足し、郡より離脱。（1町）
- 平成22年（2010年）4月1日 - 渡島支庁が廃止され、渡島総合振興局の管轄となる。